# Cycle préparatoire de Bordeaux
Pour les articles homonymes, voir CPB.
Le cycle préparatoire de Bordeaux (CPBx) est une formation publique d'enseignement supérieur post-bac d'une durée de deux ans, de type Cycle Préparatoire Commun et qui se déroule au Campus de Talence. Créé en 1993, il permet d'entrer dans l'une des 9 écoles d'ingénieurs de Bordeaux et sa région : l'ENSC, l'ENSMAC (anciennement ENSCBP), l'ENSEIRB-MATMECA, l'ENSPIMA, l'ENSTBB, l'ENSEGID, l'ENSGTI, Bordeaux Sciences Agro et ESTIA.

## Admission
Les étudiants du CPBx sont recrutés après le baccalauréat général exclusivement. Les élèves sont retenus sur dossier, c'est une prépa sélective. Seuls 90 élèves sur 1 600 candidats ont été retenus en 2015 et 96 élèves sur 1720 en 2021.

## Formation
L'évaluation s'effectue au moyen d'un contrôle continu tout au long des deux ans, sans redoublement possible, contrairement aux CPGE où une 5/2 est autorisée.
| Prépa                                                          | Type                      | Recrutement                              | Accès aux prépas                         | Redoublement                               | Accès post-prépa                                                                    | Après prépa                                                                                           |
| -------------------------------------------------------------- | ------------------------- | ---------------------------------------- | ---------------------------------------- | ------------------------------------------ | ----------------------------------------------------------------------------------- | --- |
| CPBx (*)                                                       | Cycle Préparatoire Commun | Bac S exclusivement                      | Sur dossier, via parcoursup              | Pas de redoublement                        | Sans concours directement dans l'école qui a recruté l'élève en début de prépa      | Une des 9 écoles d'ingénieurs de la région bordelaise                                                 |
| CPP la prépa des INP                                           | Prépa intégrée            | Bac S - STL - STI2D                      | Sur dossier et entretien, via parcoursup | Pas de redoublement                        | Sans concours, mais selon classement préférentiel et places offertes par les écoles | Une des 30 écoles d'ingénieurs du groupe INP                                                          |
| CPI de la fédération Gay-Lussac                                | Prépa intégrée            | Bac et équivalent Bac pour les étrangers | Sur dossier et entretien, via parcoursup | Pas de redoublement                        | Sans concours, mais selon classement préférentiel et places offertes par les écoles | Une des 20 écoles d'ingénieurs de la fédération Gay-Lussac                                            |
| CPGE                                                           | Prépa classique           | Bac S - STI                              | Via parcoursup                           | 5/2 possible (redoublement de la 2e année) | Concours avec classement                                                            | Accès aux écoles d'ingénieurs (large choix d'écoles), selon banques de concours et places disponibles |
| (*) : Choix de son école d'ingénieur dès le début de la prépa. |                           |                                          |                                          |                                            |                                                                                     | |

La préparation est axée sur une dominante parmi quatre filières :
- Biologie (bio) ;
- Géologie ;
- Math-Physique (MP) ;
- Physique-chimie (PC).

Après le tronc commun du premier semestre, les étudiants sont répartis en biologie-géologie ou en maths-physique-chimie pour le deuxième et le troisième semestre. Puis pour le dernier semestre la répartition se fera en bio, géologie, MP ou PC.
Par ailleurs en deuxième année, un enseignant de l'école qu'ils souhaitent intégrer encadre les taupins sur un projet de recherche.
À la fin de cette formation, l'étudiant intègre sans concours l'école d'ingénieurs qui l'a recruté à l'entrée.
Outre quelques réorientations, cette prépa compte environ 5% d'échecs, concentrés sur la première année.

## Après la prépa
| Prépa | École           | Logo | Nom complet | Site                          | Filière            |
| ----- | --------------- | ---- | --- | ----------------------------- | ------------------ |
| CPBx  | ENSC            |      | École nationale supérieure de cognitique | Talence (Gironde)             | MP ou BIO          |
| CPBx  | ENSCBP          |      | École nationale supérieure de chimie, de biologie et de physique (*) : département Chimie-Physique (**) : département Sciences et Techniques des Aliments | Pessac (Gironde)              | PC (*) et Bio (**) |
| CPBx  | ENSEIRB-MATMECA |      | École nationale supérieure d'électronique, informatique, télécommunications, mathématiques et mécanique de Bordeaux                                       | Talence (Gironde)             | MP                 |
| CPBx  | ENSPIMA         |      | École nationale supérieure pour la performance industrielle et la maintenance aéronautique                                                                | Mérignac (Gironde)            |                    |
| CPBx  | ENSTBB          |      | École nationale supérieure de technologie des biomolécules de Bordeaux                                                                                    | Bordeaux (Gironde)            | Bio                |
| CPBx  | ENSEGID         |      | École nationale supérieure en environnement, géoressources et ingénierie du développement durable                                                         | Pessac (Gironde)              | Géologie           |
| CPBx  | ENSGTI          |      | École nationale supérieure en génie des technologies industrielles                                                                                        | Pau (Pyrénées-Atlantiques)    | PC                 |
| CPBx  | BSA             |      | École nationale supérieure des sciences agronomiques de Bordeaux Aquitaine                                                                                | Bordeaux (Gironde)            | Bio                |
| CPBx  | ESTIA           |      | École supérieure des technologies industrielles avancées                                                                                                  | Bidart (Pyrénées-Atlantiques) | MP et PC           |